# Monastero di Santa Maria della Mercede
Il Monastero di Santa Maria della Mercede si trova nel Centro storico di Salerno. La sua edificazione avvenne nell'ultimo decennio del Seicento, ma fu chiuso nel 1864 dopo meno di due secoli. Attualmente ospita il Tribunale amministrativo Regionale di Salerno (Demanio dello Stato).

## Storia
Il monastero fu tra gli ultimi costruiti a Salerno. Infatti fu eretto verso la fine del XVII secolo per volere dell'arcivescovo spagnolo De Ostos. Dopo essere stato Conservatorio e Convento per monache di clausura, divenne caserma nel 1864 col nome "Caserma Riccio". 
L'attuale ex-monastero è composto da due palazzine: la prima e più antica ha forma a "L" con due piani e due cortili, mentre la seconda (aggiunta all'inizio del Novecento) ha tre piani e forma rettangolare
Nel monastero si trova una delle Fontane piu antiche di Salerno.
Nel 1978 fu ristrutturato completamente, e attualmente è adibito a sede del "Tribunale Amministrativo Regionale (TAR) e dei Minori".